# South Western Subregion
South Western Subregion är ett distrikt i Eritrea.   Det ligger i regionen Maakel, i den centrala delen av landet, 18 km sydväst om huvudstaden Asmara.